# Aeroportul Jabalpur
Aeroportul Jabalpur (IATA: JLR, ICAO: VAJB) este un aeroport din Jabalpur, Jabalpur district⁠(d), Jabalpur division⁠(d), Madhya Pradesh, India ce deservește zona Jabalpur. Aeroportul a fost tranzitat în decembrie 2022 de 37.934 de pasageri. A fost numit după zona deservită.
Situat la o altitudine de 495 m, aeroportul dispune de o singură pistă. Este operat de Airports Authority of India⁠(d).